# سولونسو

سولونسو شهری در شهرستان بانا در استان باله در بورکینافاسوی جنوبی است و جمعیت آن ۶۳۵ نفر است.